# 北アイルランドのサッカー選手一覧
北アイルランドのサッカー選手一覧（きたアイルランドのサッカーせんしゅいちらん）は、北アイルランド出身のサッカー選手の一覧である。Category:北アイルランドのサッカー選手も参照。
この項目はCategoryではないので、記事の無い選手については赤リンクや仮リンク、簡単な説明の併記なども可能。

## FW (フォワード)
- ジェームズ・クイン
- イバン・スプロール
- デイビット・ヒーリー
- ウォレン・フィーニー
- ジョージ・ベスト
- ノーマン・ホワイトサイド
- カイル・ラファティ

## MF (ミッドフィールダー)
- スチュアート・エリオット
- キース・ギレスピー
- スティーヴ・ジョーンズ
- ダミアン・ジョンソン
- スティーヴン・デイヴィス
- ダニー・ブランチフラワー
- クリス・ブラント
- グラント・マッキャン

## DF (ディフェンダー)
- ショーン・ウェブ
- ジョナサン・エヴァンス
- ジョニー・エヴァンズ
- スティーブン・クレイガン
- マイケル・ダフ
- アーロン・ヒューズ
- クリス・ベアード
- ジョージ・マッカートニー

## GK (ゴールキーパー)
- ロイ・キャロル
- パット・ジェニングス
- マイク・テイラー
- マイケル・マクガヴァン
- アラン・マンナス